# Jacques Pelzer
Jacques Pelzer (* 24. Juni 1924 in Lüttich; † 6. August 1994 ebenda) war ein belgischer Jazz-Saxophonist (Sopran, Alt) und Flötist.

## Leben und Wirken
Seinen frühesten Einflüsse waren Benny Carter und danach Charlie Parker und als er in den 1950er Jahren stärker vom Cool Jazz beeinflusst war Lee Konitz. Ab 1947 war er Mitglied der Bop-Band The Bob Shots, zu der auch der Tenorsaxophonist Bobby Jaspar, der Vibraphonist und Perkussionist Sadi und der Gitarrist René Thomas gehörten. Mit Thomas nahm er auch mehrere Platten auf, u. a. Innovation en jazz 2 (1955), Meeting Mister Thomas (1963) und Thomas Pelzer Ltd. (1974). Damals spielte er auch mit Francy Boland und Toots Thielemans. In den 1960er und 1970er Jahren wandte er sich neueren Strömungen wie Free Jazz und Fusion zu. Mit Gato Barbieri, Don Cherry und Philip Catherine nahm er 1967 den Soundtrack (komponiert von Krzysztof Komeda) für den Film „Le Départ“ von Jerzy Skolimowski auf. Mit Chet Baker, mit dem er befreundet war, unternahm er drei US-Tourneen. In den 1970er Jahren gründete er die nach Dave Liebmans „Open Sky“ benannte Fusion-Band Open Sky Unit. Ihr gleichnamiges Album von 1974 erschien 2001 neu bei Whatmusic. In den 1980er und 1990er Jahren kehrte er zum akustischen Jazz zurück mit einem Repertoire aus Bop und Stücken, die er in seiner Zeit mit Chet Baker spielte. 1990 nahm er „Never Let Me Go“ (Igloo) auf mit der Open Sky Unit und Barney Wilen, Michel Graillier und dem Pianisten Éric Legnini. Das Album erhielt 1991 den „Sax Preis“.  Sein letztes Album „Salute to the Bandbox“ (Igloo) nahm er 1993 mit Philip Catherine, Philippe Aerts und dem Schlagzeuger Bruno Castellucci auf.
Pelzer war auch international der wohl bekannteste belgische Saxophonist. Er spielte neben den genannten Musikern auch mit Lee Konitz, Stan Getz, Dexter Gordon, Archie Shepp, Bill Evans und Philly Joe Jones.
Pelzer war auch als Musikpädagoge aktiv; zu seinen Schülern gehörte u. a. Pierre Vaiana.
Seine Tochter Micheline (die ebenso wie sein Neffe Steve Houben auch in der Open Sky Unit mitspielte) war Schlagzeugerin.

## Diskographische Hinweise
- Thomas Pelzer Ltd (Vogel, 1974, mit Rein de Graaff, René Thomas, Henk Haverhoek, Jean Linzman, Han Bennink)
- Open Sky Unit (Duchesne, 1974) mit Steve Houben, Ron Wilson, Janot Buchem, Micheline Pelzer, Michel Graillier
- Jacques Pirotton, Jacques Pelzer – Happy Few ... (MD, 1985)
- Jacques Pelzer Open Sky Unit Featuring Eric Legnini Guest Stars, Barney Wilen & Michel Graillier – Never Let Me Go (Igloo, 1990, mit Bart De Nolf, Micheline Pelzer)
- Salute to the Band Box (Igloo, 1993)